# Det bästa från Idol 2010
Det bästa från Idol 2010 är en samling från svenska Idol 2010. Den släpptes på CD och för nerladdning den 19 november 2010.

## Låtlista
1. Minnah Karlsson - Piece of My Heart - 4:05
2. Olle Hedberg - No Diggity - 3:52
3. Geir Rönning - Ain't No Love In The Heart of the City - 3:56
4. Linnea Henriksson - Hope There's Someone - 4:32
5. Jay Smith - Heart-Shaped Box - 4:46
6. Alice Hagenbrant - Breakaway - 4:02
7. Andreas Weise - Ain't No Sunshine - 3:42
8. Elin Blom - Hang With Me - 3:49
9. Daniel Norberg - High And Dry - 4:25
10. Sassa Bodensjö - Dude (Looks Like A Lady) - 3:05
11. Linda Varg - Iris - 3:43
12. Idol Allstars 2010 - All I Need is You - 3:10

### Fotnoter
1. ↑  ”Svensk mediedatabas”. http://smdb.kb.se/catalog/id/002685898. Läst 14 mars 2012.